# Ни
Ни (Ани) (Ani) е персонаж от бушменската митология и има облика на египетска мангуста (ихневмон). Баща му Куаманга е част от дъгата, а майка му е бодливото свинче Цо, осиновена дъщеря на създателя на целия свят Цагн. Има по-малък брат, който носи името на баща им и също като Куаманга е част от дъгата.
Самият Ни е изключително умен и е един от най-близките съветници на дядо си Цагн, който често се допитва до него и се съобразява с мнението и съветите му. Той е любимецът на дядо си и е дълоко уважаван от него. Освен това е много смел войн и винаги предпочита срещата с врага да става директно, хвърляйки се страстно в бой, за разлика от брат си.

## Митът за меда и антилопата
(записан за първи път от немския лингвист Вилхелм Блек през 1873 г.)
Цагн често ходел в гората за мед, но никога не носел вкъщи от него. Хората се чудели какво прави с него и изпратили Ни да разбере. Дядо му обаче скрил внука си в една торба и той нищо не успял да види. На следващия ден пробил една дупка и през нея наблюдавал случващото се. Стигнали до едно езерце, откъдето излязла красива антилопа и Цагн ѝ дал да изяде събрания мед. На третия ден Ни взел със себе си братовчедите си сурикати и заедно отишли край езерото преди дядо си. Имитирали неговия повик и когато антилопата се появила, сурикатите я простреляли и тя умряла.
Когато Цагн пристигнал при езерото видял сурикатите, които се гощавали с жертвата си. Изстрелял към тях няколко стрели, но те се връщали обратно и той едва успявал да ги избегне. Тогава се втурнал с боздугана си, но единият от сурикатите го измъкнал от ръцете му, ударил го с него и захвърлил тялото му върху рогата на антилопата. Цагн успял да избяга, заповядал на колчана със стрелите и сандалите си да го следват и се прибрал вкъщи много тъжен.
Според бушмените антилопите винаги миришат на мед. Те смятат, че тази миризма е проводник на свръхестествени сили към човешкия свят. Вярват, че антилопите и меда притежават тези сили. На няколко скални рисунки в Драконовите планини се срещат изображения на атилопи и пчели заедно. В пустинята Калахари бушмените все още танцуват когато пчелите се роят, защото вярват, че могат да получат от тях тези сили.